# Шангнак (Аляска)
Шангнак (англ. Shungnak, эским.: Isiŋnaq или Nuurviuraq) — город в боро Нортуэст-Арктик, штат Аляска, США. Население по данным 2010 года составляет 262 человека.

## История
Деревня Кочук, позже переименованная в Шангнак, была основана в 1920-х годах. Современное название произошло от эскимосского слова «issingnak», означающее жад — минерал, который находят в окрестностях города.
Город был инкорпорирован 4 мая 1967 года.

## География
По данным Бюро переписи населения США площадь населённого пункта составляет 24,9 км², из них суша составляет 21,7 км², а водные поверхности — 3,3 км². Расположен на западном берегу реки Кобук, примерно в 241 км к востоку от города Коцебу.

## Население
По данным переписи 2000 года население города составляло 256 человек. Расовый состав: коренные американцы — 94,53 %; белые — 5,47 %.
Доля лиц в возрасте младше 18 лет — 48,4 %; от 18 до 24 лет — 8,6 %; от 25 до 44 лет — 23,8 %; от 45 до 64 лет — 12,9 % и старше 65 лет — 6,3 %. Средний возраст населения — 19 лет. На каждые 100 женщин в возрасте старше 18 лет приходится 103,1 мужчин.
Из 56 домашних хозяйств в 66,1 % — воспитывали детей в возрасте до 18 лет, 53,6 % представляли собой совместно проживающие супружеские пары, 16,1 % — женщины без мужей, 8,9 % не имели семьи. 7,1 % от общего числа хозяйств на момент переписи жили самостоятельно, при этом 1,8 % составили одинокие пожилые люди в возрасте 65 лет и старше. В среднем домашнее хозяйство ведут 4,57 человек, а средний размер семьи — 4,53 человек.
Средний доход на совместное хозяйство — $44 375; средний доход на семью — $41 000. Средний доход на душу населения — $10 377.
Динамика численности населения города по годам:
| 1930 | 1940 | 1950 | 1960 | 1970 | 1980 | 1990 | 2000 | 2010 |
| ---- | ---- | ---- | ---- | ---- | ---- | ---- | ---- | ---- |
| 145  | 193  | 141  | 135  | 165  | 202  | 223  | 256  | 262  |